# 7412 Лінней
7412 Лінней (7412 Linnaeus) — астероїд головного поясу, відкритий 22 вересня 1990 року.
Тіссеранів параметр щодо Юпітера — 3,180.
Названий на честь видатного шведського вченого Карла Ліннея.